# 박용근
박용근(朴龍根, 1984년 1월 21일 ~ )은 전 KBO 리그 kt 위즈의 내야수이자, 현 KBO 리그 LG 트윈스의 작전/주루코치이다.

## 선수 시절

### 아마추어 시절
영남대학교 1학년 때부터 팀 내 주전 유격수로 활약했고, 3학년 때인 2005년에는 국가대표팀에 선발돼 제 23회 아시아 야구 선수권 대회에 출전했다. 아마추어 선수로서 마지막 시즌이었던 2006년에도 국가대표팀에 다시 한 번 선발돼 한·미 친선야구 시리즈에 주전 유격수로 전 경기에 출장했다.

### LG 트윈스시절
2007년에 팀의 2차 1라운드 지명을 받아 계약금 1억 2,000만원, 연봉 2,000만원의 조건으로 입단했다. 2007년에 대주자나 대수비로 경기에 출장했다.
2008년에 주전 유격수로 중용되며 특유의 빠른 발과 수비 센스를 보이며 권용관의 부상으로 부실해진 팀의 내야진에 큰 보탬이 됐다.
2009년 9월 23일 송진우의 은퇴 경기 때 송진우의 첫 투구를 안타로 만들었다.

### 경찰 야구단시절
2010년 시즌 후에 입대하여 2012년 9월에 제대했다.

### LG 트윈스복귀
제대 후 2013년 시즌에 복귀할 예정이었지만 2012년 10월 17일에 강남 술집에서 칼에 베여 중태에 빠졌다. 이후 간의 40%를 절제하는 수술을 받은 후 컨디션을 끌어올리기 위해 신고 선수로 전환했다. 부모님의 집에서 요양 후 2군 경기에 복귀해 감각을 조율했고, 1군에는 올라오지 못했다. 2014년 3월 30일 두산 베어스와의 경기에서 대수비로 나온 후 경기 후반에 2루타를 기록했다.

### kt 위즈시절
2015년 4월 20일 당시 LG 트윈스 소속이었던 그와 윤요섭, kt 위즈 소속이었던 이준형과 1:2 트레이드를 통해 이적했다. 5월 24일 한화 이글스전에서 수비수들의 움직임이 느렸는데도 불구하고 홈으로 빠르게 쇄도하다가 무리한 슬라이딩을 해서 다리의 정강이뼈가 골절됐다. 2016년 4월 29일에 341일만에 다시 1군에 합류했다.
2017년 7월에 은퇴를 선언했다.

## 야구선수 은퇴 후
2018년부터 상무 야구단의 주루코치로 활동했다.

## 배우자
- '채리나' (2016년 ~ 현재)

## 출신 학교
- 영랑초등학교
- 강원 설악중학교
- 강원 속초상업고등학교
- 영남대학교

## 통산 기록
| 연도   | 소속   | 경기 | 타수 | 타율  | 득점 | 안타 | 2루타 | 3루타 | 홈런 | 루타 | 타점 | 도루 | 도실 | 볼넷 | 사구 | 삼진 | 병살 | 실책 |
| ------ | ------ | ---- | ---- | ----- | ---- | ---- | ----- | ----- | ---- | ---- | ---- | ---- | ---- | ---- | ---- | ---- | ---- | ---- |
| 2007년 | LG     | 67   | 33   | 0.152 | 9    | 5    | 1     | 0     | 0    | 6    | 0    | 4    | 2    | 4    | 1    | 9    | 1    | 1    |
| 2008년 | LG     | 93   | 157  | 0.197 | 20   | 31   | 5     | 1     | 1    | 41   | 5    | 9    | 4    | 14   | 4    | 31   | 5    | 4    |
| 2009년 | LG     | 101  | 127  | 0.213 | 33   | 27   | 5     | 2     | 1    | 39   | 9    | 19   | 6    | 15   | 4    | 29   | 1    | 5    |
| 2010년 | LG     | 53   | 99   | 0.263 | 17   | 26   | 2     | 2     | 2    | 38   | 19   | 8    | 2    | 7    | 2    | 20   | 2    | 2    |
| 2014년 | LG     | 27   | 19   | 0.211 | 8    | 4    | 2     | 0     | 0    | 6    | 0    | 1    | 0    | 6    | 0    | 6    | 1    | 2    |
| 2015년 | KT     | 27   | 76   | 0.263 | 7    | 20   | 6     | 0     | 0    | 26   | 4    | 5    | 2    | 7    | 0    | 15   | 4    | 5    |
| 2016년 | KT     | 31   | 74   | 0.230 | 5    | 17   | 4     | 1     | 1    | 26   | 6    | 0    | 1    | 11   | 0    | 14   | 1    | 1    |
| 통산   | 7 시즌 | 399  | 585  | 0.222 | 99   | 130  | 25    | 6     | 5    | 182  | 43   | 46   | 17   | 64   | 11   | 124  | 15   | 20   |